# Sankt Martin (Grisons)
Pour les articles homonymes, voir Sankt Martin.
Sankt Martin est une localité et une ancienne commune suisse du canton des Grisons, située dans la région de Surselva.

## Histoire
Depuis le 1er janvier 2015, l'ancienne commune de Sankt Martin a été intégrée dans celle de Vals.